# 순자
순자(荀子, 기원전 298년? ~ 기원전 238년?)는 고대 중국의 전국시대 말기의 유교 사상가이자 학자로, 이름은 순황(荀況)이다. 전한 선제의 이름이 비슷하였고, 이를 피하기를 위해서 손황(孫況)이라고도 불렀다. 경칭으로 순경(荀卿) 또는 손경자(孫卿子)로도 불린다.
공자의 사상 중 예(禮)를 강조하여 발전시켰는데, 사람의 본성은 착하다는 맹자의 성선설에 반대하여, 악한 본성을 예(禮)를 통해 변화시켜 선하게 만들어야 한다는 성악설(性惡說)을 주장하였다. 그의 성악설은 자신의 저서 《순자》의 〈성악(性惡)〉편에 나타난 화성기위(化性起僞: 본성을 변화시켜 인위를 일으킨다)라는 명제로 대표된다. 즉, 사람의 본성은 악하여, 날 때부터 이익을 구하고 서로 질투하고 미워하기 때문에 그대로 놔두면 싸움이 그치지 않는다는 것이다. 그러므로 이것을 고치기 위해서는 예의를 배우고 정신을 수련해야만 한다고 주장하였다.
순자는 한나라에서는 정통적인 유가의 인물로 여겨졌으나, 송나라 시대 성리학의 학풍 속에서 사랑설이 비난받으면서부터 그 이래로 오랫동안 유가의 이단자로 간주되어 왔다. 그에 대한 재평가는 청나라 말기에서야 다시 이루어졌다.
그의 책 《순자》 전 20권은 오늘날 유교 연구의 귀중한 문헌이다.

## 생애
15세 때 처음으로 제나라에서 삼도좨주라는 벼슬을 했으나, 모함을 받고 물러나 초나라로 가서 여생을 보냈다.전국시대 4군자인 초나라 재상 춘신군 황헐에게 발탁되어 난릉현감으로 봉직했다.진나라에 의한 전국통일(기원전 221년) 전야(前夜)의 사상계에서 활약했으며, 초나라에서 정치 실무를 담당한 일도 있다고 한다. 사상적으로는 천(天)의 사상을 발전시킨 자사나 맹자와는 다른 예(禮)에 뛰어났던 유교 계통에 속한다. 맹자 등의 유교사상뿐만 아니라 제자백가로 불리는 전국시대의 다른 학파의 사상까지 비판·섭취하여 유교로서는 상당히 특이한 사상체계를 수립했다. 《순자》(荀子)는 그의 저술이라고 하며, '천론(天論)'·'예론(禮論)'·'성악(性惡)' 등의 여러 편 외에 그의 제자나 그의 관계되는 것이 들어 있다.

## 사상

### 순자의 사상
순자의 사상에서 바탕이 된 것은 예를 지상(至上)의 것으로 한다는 태도이다. 공자는 있는 그대로의 종교의례·제도·관습을 예로 삼아 성인(聖人) 주공(周公)에 의해서 집대성된 중국인의 전통적 문화유산으로서 신뢰하고 존중했다. 예는 공자의 경우 아직 덕목(德目)은 되지 못했었다. 순자는 기본적으로는 공자의 이러한 태도를 지지한다. 그도 예는 성인의 작위(作爲)에 의한 것으로 영원히, 즉 시대의 제약을 초월하여 무한하게 타당성을 갖는다고 한다. 그러나 상고(上古)의 성왕(聖王) 업적은 시대가 오래되므로 전승이 완전하지 못하여 후세 사람으로는 그 전모를 알 수 없다. 때문에 상고의 성왕, 즉 '선왕(先王)'이 만든 예는 후세의 왕, 즉 '후왕(後王)'의 업적을 보고 추정해야 한다고 하여 예를 생각하는 기준을 동시대로 옮겨버린다. 그리고 공자처럼 예를 구체적으로 생각하는 순자는 후왕이 예의 내용에 새로 추가하는 요소인 법률에도 성왕의 예와 같은 권위를 인정하고 그것을 정당한 것으로 인정했던 것이다. 그 결과 정치사상에서 그는 공자 이후의 덕치주의(德治主義) 전통에 새로 법치주의의 요소를 추가하게 되었던 것이다.

### 맹자의 성선설에 비판
맹자는 공자가 예를 실천하는 인간의 주체성에서 발견한 덕성(德性), 즉 인(仁)을 인간에게 구비되어 있는 하늘(天)의 목적을 가진 법칙성, 하늘의 의지로 생각하고, 이것이 있기 때문에 인간의 본성은 선이라고 했다. 순자는 욕망을 지니고 있는 그대로의 인간에 눈을 돌린다. 그도 또한 인간의 덕성(德性)을 부정하지 않는다. 체내에서 5관(五官)을 통제하는 자율심(自律心)을 '천관(天官)'이라 부르고 이것이 선을 이루는 주체라 하여 중시한다. 하지만 그렇기 때문에, 즉 인간에게 선이 되려는 자율심이 있기 때문에 인간의 본성은 악이라고 순자는 맹자를 비판한다.
근대 철학의 아버지라는 데카르트는 명저 <방법서설>의 첫머리에서 "이성(理性)만큼 세상에 널리 퍼진 것은 없다. 왜냐하면 인간은 자기에게 없는 것이라면 무엇이건 모두 탐내지만 이성은 아무도 탐내지 않기 때문"이라고 역설(逆說)을 전개하고 있다. 순자도 그 초점은 데카르트와 다르나 논법은 같다고 하겠다. "원래 덕이 박한 자는 후덕해지기를 원하고 추한 자는 아름다워지기를 원하며 가난한 자는 부자가 되기를 원한다고 생각하기 때문에 만약 자기 자신이 갖지 못한 것이 있다면 반드시 그것을 외부에서 구하게 마련이다" 순자는 맹자의 성선설을 이해하면서 이를 야유하고 있다.

### 맹자의 인간론에 비판
맹자의 인간론에 대한 순자의 비판에서 그 초점은 인간의 덕, 즉 인간의 마음에 구비되어 있는 자율성을 하늘의 목적을 지닌 것 내지 하늘의 의지를 담당하는 것으로 하는 맹자의 사고방식에 대한 부정에 있다. 순자도 인간의 마음에는 법칙성에 지배되는 측면이 있음을 시인하고 있다. 그리고 그것을 하늘의 기능이라고도 말한다. 그러나 순자는 자연성·법칙성으로서의 하늘을 시인하는 것으로서, 하늘이 목적이나 의지를 갖는 것은 승인하지 않는다. 초목의 생성, 4계(季)의 추이(推移)와 같이 '저절로 그렇게 되는 것이' 하늘의 작업이며 하늘의 기능은 완성된 '구체적인 결과는 알 수 있지만, 그 원인이 된 무형(無形)의 곳은 알 수 없다'는, 즉 신비성이 하늘의 기능에는 있다는 것이 순자의 하늘사상이다.
이것은 도가 사상의 '도(道)' 내지 '무위자연'의 사고방식과 같으며 거기에 일종의 불가지론적 태도, 즉 인간의 감각을 초월한 하늘·신·부처와 같은 절대자에 관해서는 인간이 알 수 없다고 하는 태도가 있다. 그리고 인간 본연의 모습으로서는 천지(天地) 등의 자연현상에 관한 지식은 현상이 뚜렷해진 것에만 한하고 그 이상은 추구하지 않을 것, 마음을 청명하게 하여 5관(五官)의 기능을 정상적으로 갖춰 자연이 명하는 대로 순응하며 자연스러운 본래의 감정을 도야할 것이라고 도가의 가르침과 똑같은 경험주의적인 신중한 인생 태도를 취할 것을 주장하고 있다. 그러나 순자는 유가로서 도가가 아니다. 그리고 인간의 사회생활에서 가장 분명한 것은 성왕이 만든 문화, 즉 예(禮)라고 하여 예를 절대적인 것으로 보고 있다. 이것이 바로 순자의 성악설의 초점이다.

### 사상의 영향
순자가 생각하는 예의 내용에는 새로운 요소인 법률이 들어 있다. 순자는 맹자가 생각했던 왕자의 덕의 감화력에 의한 정치방식, '왕도(王道)'에 준하는 것으로서 공자나 맹자가 엄격하게 배격했던 권력에 의한 신상필벌식(信賞必罰式)의, 즉 법치주의 정치 본연의 자세로서 '패도(覇道)'의 존재가치를 시인했다.
군주는 하늘의 의지인 '천명(天命)'과 '백성의 소리'로 정당화된다고 했다. 하늘의 의지를 부정하는 순자는 '백성의 소리'만은 그 정당성의 근거로서 남겨 놓았다. 그러나 그의 문하에서 배출된 법가 사상의 대성자(大成者)인 한비자는 '백성의 소리'마저 부정하여 당시의 권력자가 제정하는 법령에 절대적인 권위를 부여했다. 이러한 점에서 순자는 유가와 법가를 결부하는 구실을 다한 사상가라고 하겠다. 또한 덕치주의와 법치주의를 포함하는 정치사상은 한제국(漢帝國)의 국교적 존재가 되는 유교의 사상적 준비라고 할 수 있겠다.

## 저서
순자와 그 제자들의 저작은 전한 말에 정리되어 《손경신서》(荀卿新書) 32편으로 정리되었다
당의 유향은 이것을 정리하고 책 이름을 《순자》로 고치고 주석을 더하여 20권으로 펴 냈다. 나중에 《손경신서》는 사라지고 현존하는 것은 모두 양주본의 계통이다.

## 순자의 친족관계

### 관련 인물
- 순심
- 순연
- 순욱(荀彧)
- 순욱(荀勗)
- 순유

## 참고 문헌
- 이 문서에는 다음커뮤니케이션(현 카카오)에서 GFDL 또는 CC-SA 라이선스로 배포한 글로벌 세계대백과사전의 내용을 기초로 작성된 글이 포함되어 있습니다.